# Wienrode
Wienrode è una frazione della città tedesca di Blankenburg (Harz), nel Land della Sassonia-Anhalt.
Comune indipendente fino al 2009, dal 1º gennaio 2010 è stato incorporato nel comune di Blankenburg (Harz) insieme ai comuni di Heimburg, Hüttenrode, Cattenstedt, Timmenrode e alla città di Derenburg.
La prima menzione ufficiale risale al XII secolo con il nome "Wigenrode". Ad est del centro abitato si trovava una miniera di lignite che ha cessato di funzionare dopo la seconda guerra mondiale.